# Rue Valadon
La rue Valadon est une voie du 7e arrondissement de Paris, en France.

## Situation et accès
La rue Valadon est une voie publique située dans le 7e arrondissement de Paris. Elle débute au 167, rue de Grenelle et se termine au 10, rue du Champ-de-Mars.
Le quartier est desservi par la ligne 8 aux stations École Militaire et La Tour-Maubourg.

## Origine du nom
Elle porte le nom de l'architecte-entrepreneur Michel-Emmanuel Valadon (1801-1852), père du peintre Jules Valadon.

## Historique
Cette rue, qui à l'origine formait équerre, a été ouverte en 1843 par M. Valadon, architecte, sur des terrains appartenant à M. Crapez puis a été classée dans la voirie parisienne du 7 février 1933.